# Харилаос Додос
Харилаос Димостени Додос (на гръцки: Χαρίλαος Δώδος του Δημοσθένη) е гръцки юрист и администратор.

## Биография
Роден е в Солун. Учи право и работи като адвокат. Той е назначен за областен управител (номарх) на Лерин в 1949 година и работи за възстановяването на нома след Гражданската война. След това е областен управител на Еврос от август 1950 година до 1955 година, на Ксанти от 10 юни 1964 година до 31 октомври 1966 година и накрая от 1966 до 1967 година на Гревена. През 1967 година се пенсионира. В 1956 година е избран за член на Политическия съвет на Селската и работническата партия. От декември 1963 година до юни 1964 година е президент на Всехалкидската асоциация.
Умира в 1999 година и е погребан в Солун.